# Ambélia (ort i Grekland, Västra Grekland)
Ambélia (Ampelia) är en ort i Grekland.   Den ligger i prefekturen Nomós Aitolías kai Akarnanías och regionen Västra Grekland, i den centrala delen av landet, 220 km väster om huvudstaden Aten. Ambélia ligger 379 meter över havet och antalet invånare är 119.
Terrängen runt Ambélia är kuperad åt nordväst, men åt sydost är den bergig. Runt Ambélia är det glesbefolkat, med 12 invånare per kvadratkilometer. Närmaste större samhälle är Lepenoú, 19,6 km sydväst om Ambélia. 